# Tràgul dorsiargentat
El tràgul dorsiargentat (Tragulus versicolor) és una espècie d'artiodàctil de la família dels tragúlids. Té la mida d'un conill i es considera l'ungulat més petit del món.
L'espècie es va descobrir el 1910 a la serralada Annamita, però després se li va perdre la pista fins que se'n va trobar un exemplar el 1990. Des del 2004 es considerava incert si l'espècie continuava existint o si s'havia extingit, però el 2019 se'n van fotografiar exemplars mitjançant càmeres trampa en un bosc del Vietnam.